# Galerie a pretendenților casei Stuart la tronul Angliei
Această pagină este o galerie de pretendenți și succesori iacobiți (membri ai Casei Stuart) la tronul britanic. 
Actualul succesor iacobit este Franz, Duce de Bavaria. 

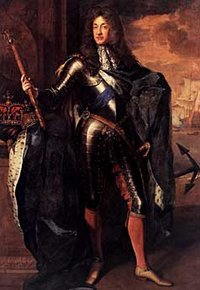
James II și VII(1688-1701)
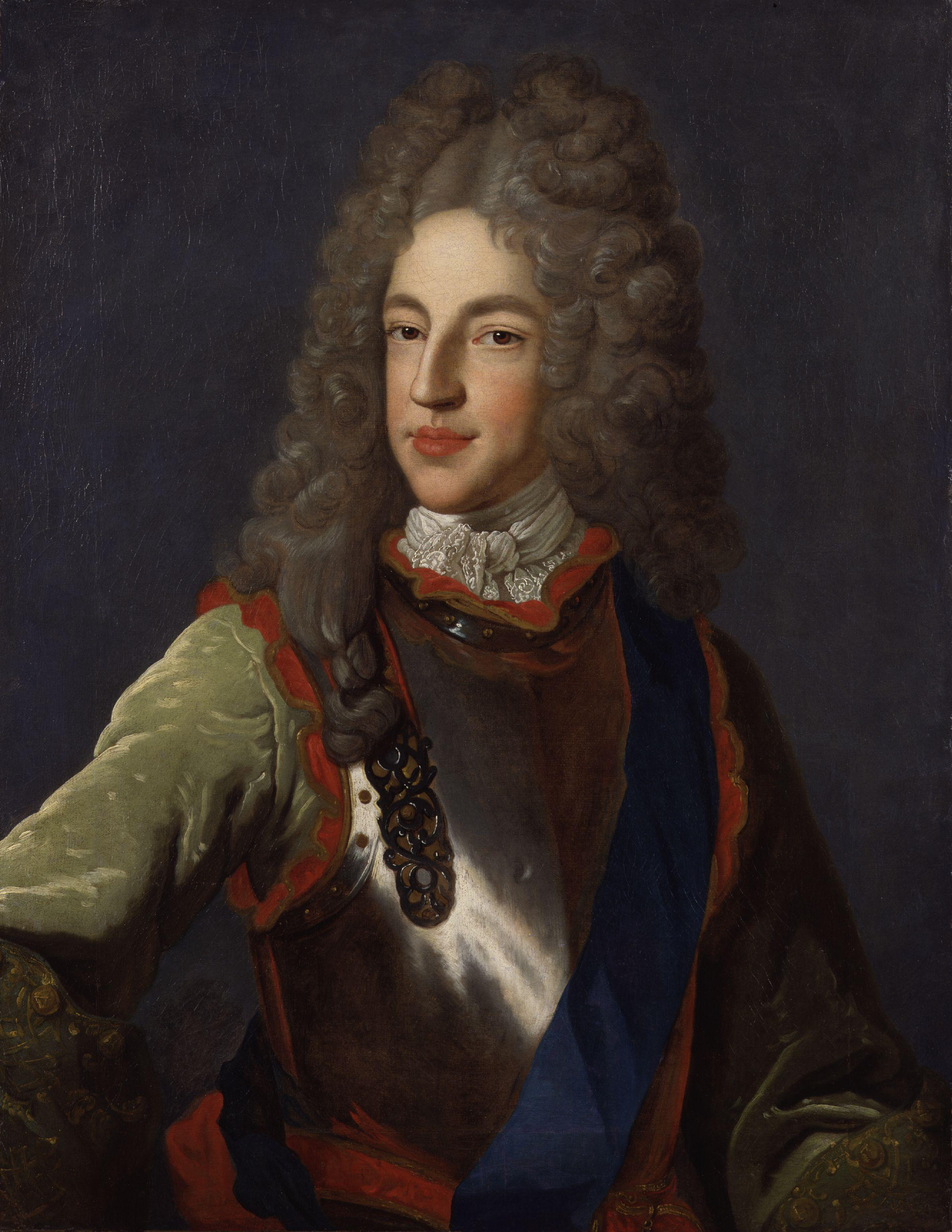
James III și VIII(1701-1766)
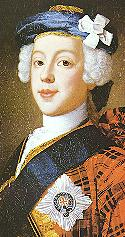
Charles III(1766-1788)
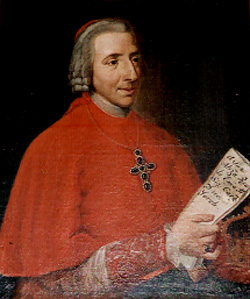
Henry IX și I(1788-1807)
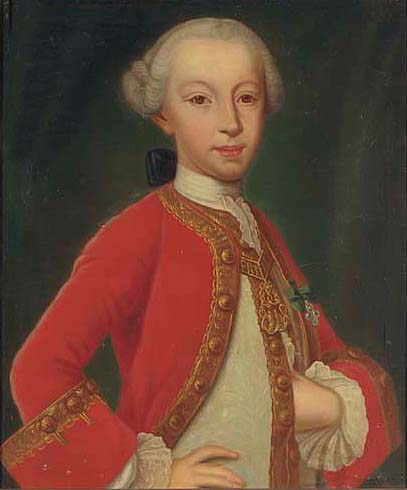
Charles IV(1807-1819)
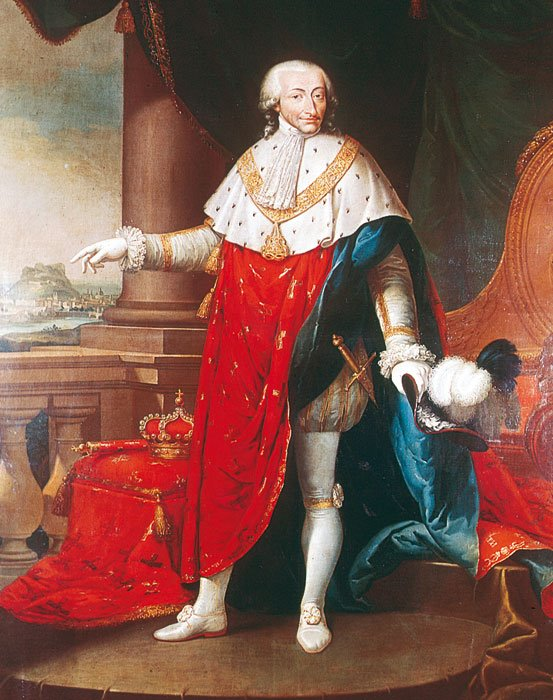
Victor(1819-1824)
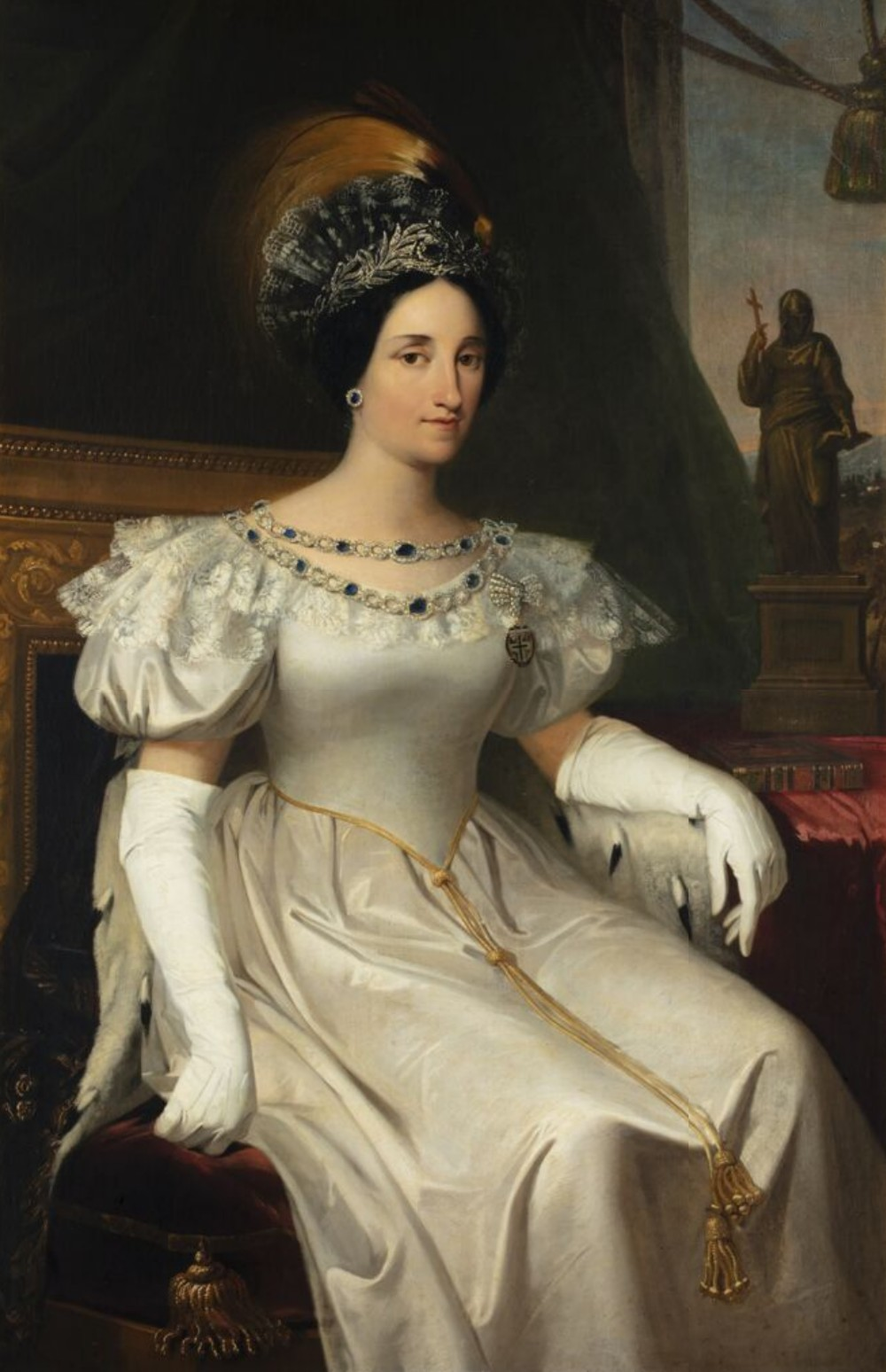
Mary III și II(1824-1840)
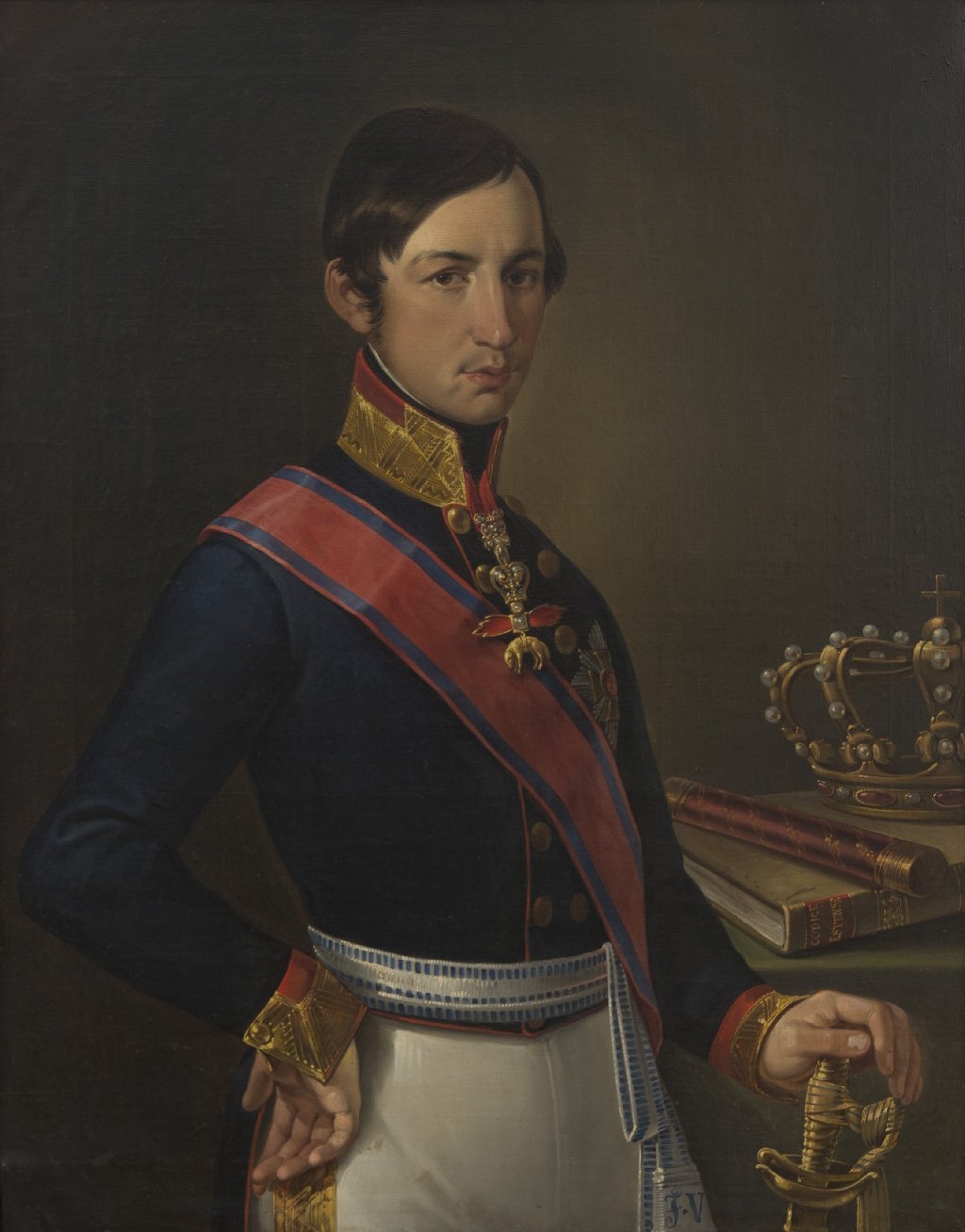
Francis I(1840-1875)
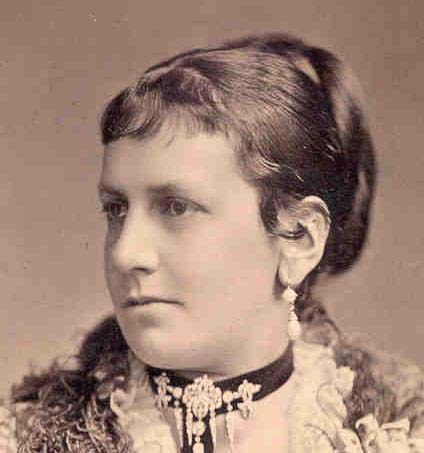
Mary IV și III(1875-1919)
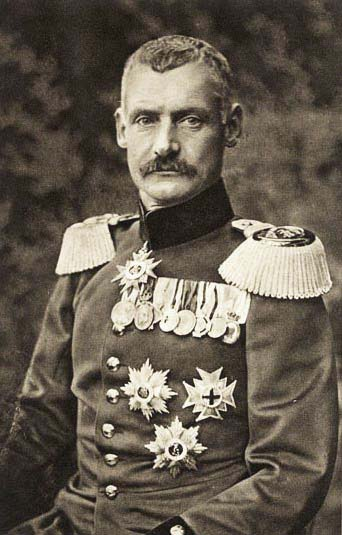
Robert I și IV(1919-1955)
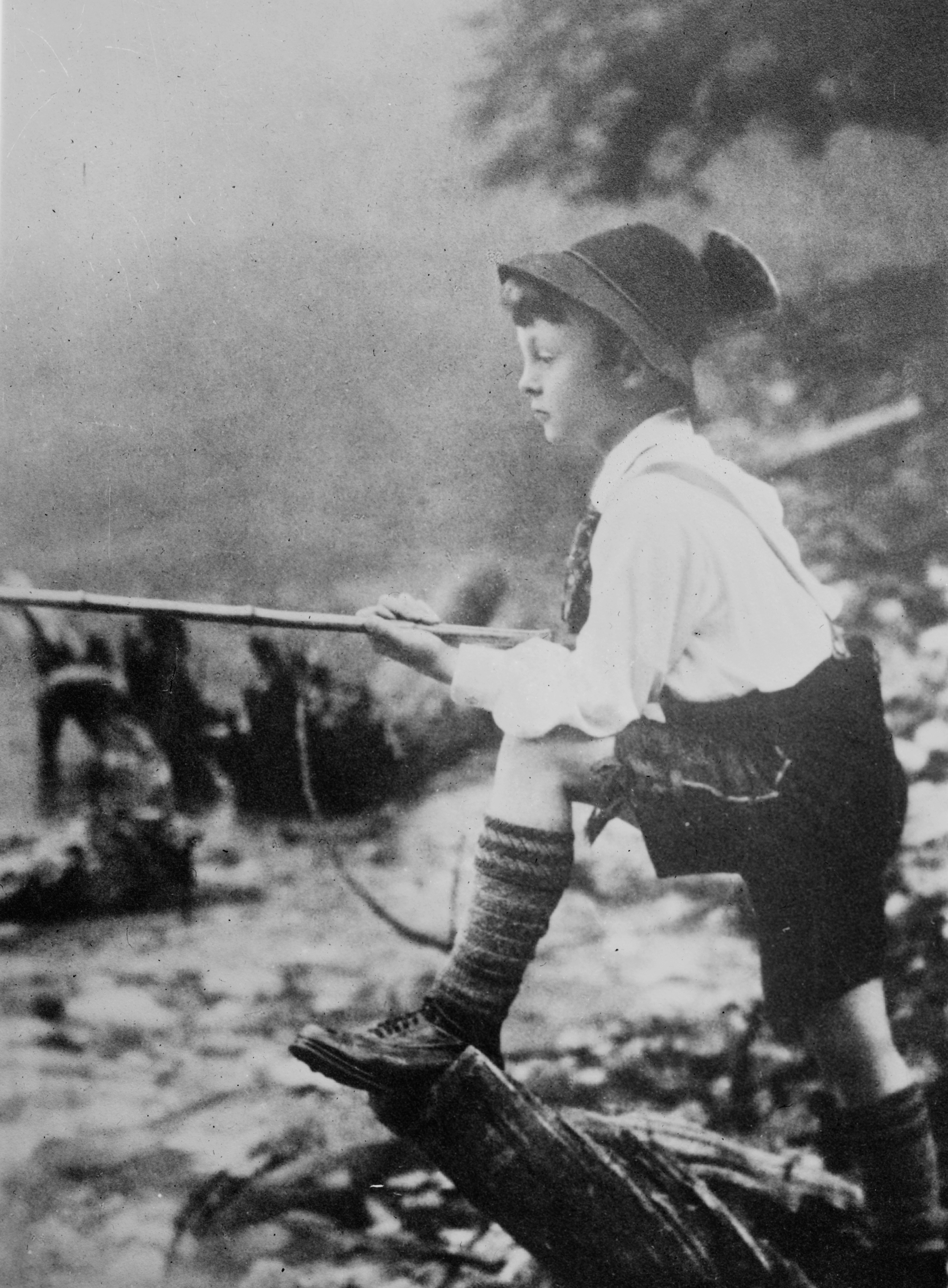
Albert(1955-1996)
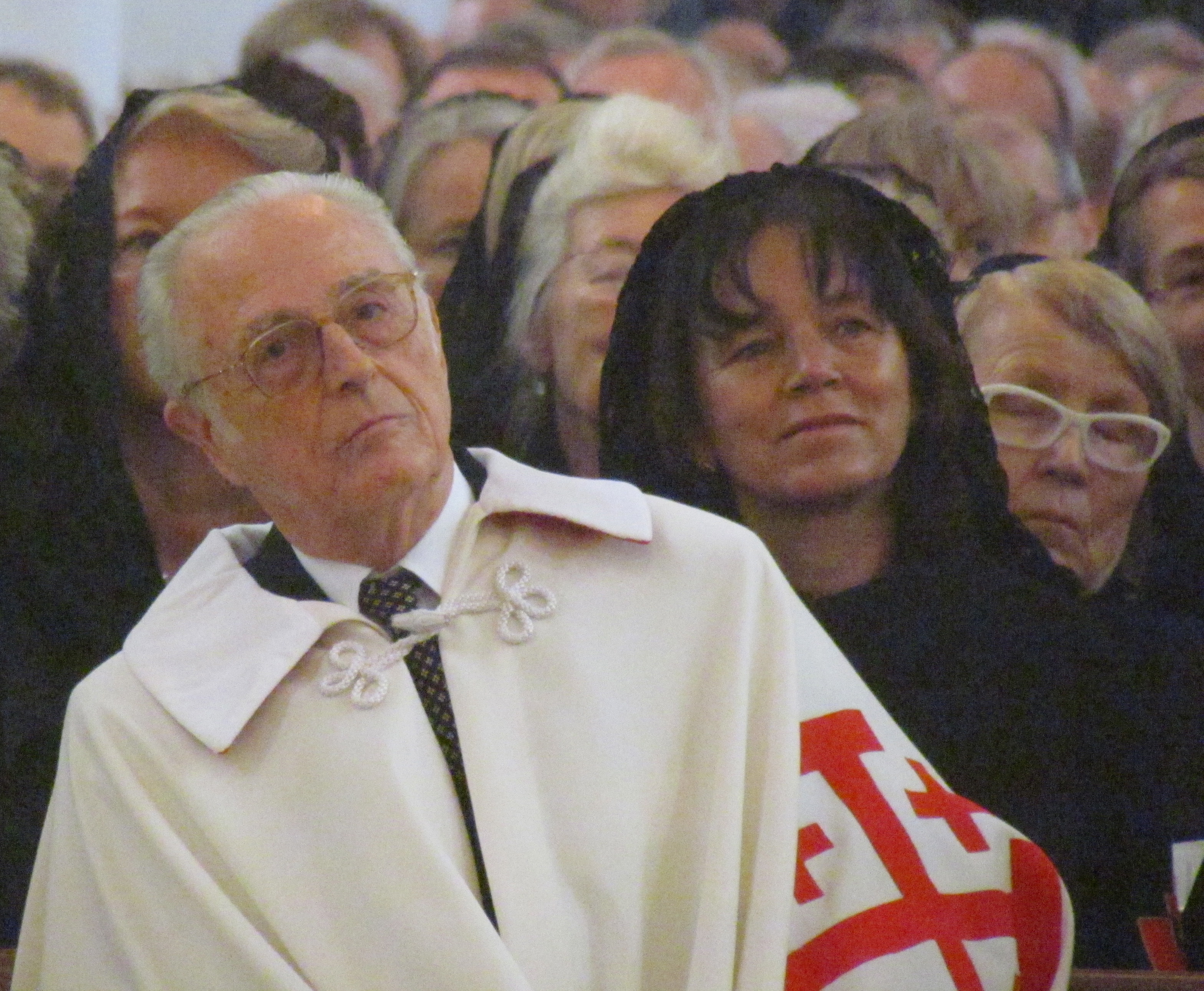
Francis II(1996-prezent)

## Ordinea de succesiune iacobită
1. Prințul Max de Bavaria, Duce de Bavaria
2. Prințesa Sophie a Bavariei, Prințesă Ereditară de Liechtenstein
3. Prințul Joseph Wenzel de Liechtenstein
4. Prințul Georg de Liechtenstein
5. Prințul Nikolaus de Liechtenstein
6. Prințesa Marie-Caroline de Liechtenstein
7. Prințesa Marie-Caroline de Bavaria
8. Ducele Carl Theodor de Württemberg
9. Ducesa Sophie de Württemberg
10. Ducesa Pauline de Württemberg
11. Prințesa Hélène a Bavariei
12. Prințesa Elizabeth a Bavariei
13. Maximilian Terberger
14. Prințesa Maria Anna a Bavariei
15. Prințesa Marie Gabriele a Bavariei
16. Erich, Conte Ereditar de Waldburg zu Zeil und Trauchburg
17. Contesa Marie-Thérèse de Waldburg zu Zeil und Trauchburg
18. Contesa Elizabeth de Waldburg zu Zeil und Trauchburg
19. Contesa Marie-Charlotte de Waldburg zu Zeil und Trauchburg
20. Contesa Hélène de Waldburg zu Zeil und Trauchburg
21. Contesa Marie-Gabrielle de Waldburg zu Zeil und Trauchburg
22. Contesa Walburga de Waldburg zu Zeil und Trauchburg
23. Baronul Georg de Lerchenfeld
24. Baronesa Mathilde de Lerchenfeld
25. Baronesa Katharina de Lerchenfeld
26. Baronesa Johanna de Lerchenfeld
27. Baronesa Carolina de Lerchenfeld
28. Contesa Gabriele de Waldburg zu Zeil und Trauchburg
29. Contesa Monika de Waldburg zu Zeil und Trauchburg
30. Contele Philipp Schenk von Stauffenberg
31. Contele Sebastian Schenk von Stauffenberg
32. Contesa Antonia Schenk von Stauffenberg
33. Contesa Johanna Schenk von Stauffenberg
34. Contesa Adelheid de Waldburg zu Zeil und Trauchburg
35. Contele Friedrich von Rechberg und Rothenlöwen zu Hohenrechberg
36. Contele Max-Emanuel von Rechberg und Rothenlöwen zu Hohenrechberg
37. Contesa Sophie von Rechberg und Rothenlöwen zu Hohenrechberg
38. Contesa Elisabeth von Waldburg zu Zeil und Trauchburg
39. Prințul Constantin de Croÿ
40. Prințul Carl de Croÿ
41. Prințesa Marie-Isabelle de Croÿ
42. Prințesa Philippa de Croÿ
43. Prințesa Marie Charlotte de Bayern
44. Alexander, Conte Ereditar von Quadt zu Wykradt und Isny
45. Contesa Philippa von Quadt zu Wykradt und Isny
46. Contesa Charlotte von Quadt zu Wykradt und Isyn
47. Contesa Anna von Quadt zu Wykradt und Isyn
48. Conte Bertram von Quadt zu Wykradt und Isny
49. Contesa Maria-Anna von Quadt zu Wykradt und Isny
50. Contele Franz Schenk von Stauffenberg
51. Contesa Marie Isabelle Schenk von Stauffenberg
52. Contesa Georgina von Quadt zu Wykradt und Isny
53. Contele Albrecht von Eltz gennant Faust von Stromberg
54. Contesa Alexandra von Eltz gennant Faust von Stromberg
55. Contesa Marie von Eltz gennant Faust von Stromberg
56. Prințesa Irmingard de Bavaria
57. Prințul Luitpold de Bavaria
58. Prințul Ludwig de Bavaria
59. Prințul Heinrich de Bavaria
60. Prințul Karl de Bavaria
61. Prințesa Auguste de Bavaria
62. Prințesa Alice de Bavaria
63. Prințesa Editha de Bavaria
64. Andreas Schimert
65. Ferdinand Schimert
66. Christian Schimert
67. Philipp Schimert
68. Serena Schimert
69. Maya Schimert
70. Konstantin Schimert
71. Serena Brunetti
72. Giorgio Pozzolini
73. Carlotta Brunetti
74. Contele Nicolo de Longueval von Buquoy
75. Contesa Flora de Longueval von Buquoy
76. Antonia Brunetti
77. Contesa Sophie von Waldburg zu Zeil und Trauchburg
78. Christopher Lockett de Baviera
79. Miguel Lockett von Wittelsbach
80. Alexander Lockett von Wittelsbach
81. Marie-Isabel Lockett de Wittelsbach
82. Charlotte von Saldern
83. Hilaria von Saldern
84. Prințesa Gabrielle de Bavaria
85. Rudolf, Prinț Ereditar de Croÿ
86. Prințul Carl-Philipp de Croÿ
87. Prințul Marc-Emanuel de Croÿ
88. Prințul Heinrich de Croÿ
89. Prințul Alexander de Croÿ
90. Prințesa Xenia de Croÿ
91. Prințesa Anastasia de Croÿ
92. Prințul Stefan de Croÿ
93. Prințul Lionel de Croÿ
94. Prințesa Charlotte de Croÿ
95. Prințesa Camille de Croÿ
96. Prințesa Marie-Theresa de Croÿ
97. Prințesa Sophie de Bavaria
98. Prințul Léopold de Arenberg
99. Prințul Philip-Léopold de Arenberg
100. Prințul Alexandre de Arenberg
101. Prințesa Natasha de Arenberg
102. Prințul Charles-Louis de Arenberg
103. Prințul Evrard de Arenberg
104. Prințesa Anne-Hélène de Arenberg
105. Prințul Henri de Arenberg
106. Prințul Charles-Ferdinand de Arenberg
107. Prințesa Joia de Arenberg
108. Prințul Etienne de Arenberg
109. Prințesa Amelie de Arenberg
110. Prințesa Larissa de Arenberg
111. Prințesa Marie-Gabrielle de Arenberg
112. Maïté Morel de Boncourt-Humeroeuille
113. Antoine Morel de Boncourt-Humeroeuille
114. Louis Morel de Boncourt-Humeroeuille
115. Charlotte Morel de Boncourt-Humeroeuille